# O koniach i ludziach
O koniach i ludziach – islandzko-norwesko-niemiecki dramat z 2013 roku w reżyserii Benedikta Erlingssona. Film zdobył nagrodę Edda w pięciu kategoriach oraz w kilku innych był nominowany. Był też oficjalnym islandzkim kandydatem do Oscara dla najlepszego filmu nieanglojęzycznego, ale ostatecznie nie otrzymał nominacji.

## Fabuła
Film przedstawia sześć różnych historii koni i ich właścicieli. Występują tu m.in. Kolbeinn i Solveig, którzy są parą, jednak dla Kolbeinna równie ważna jest klacz Grano. Grano z kolei zakochana jest w ogierze Brunn, którego właścicielką jest Solveig. W filmie występuje też Vernhardur, który ma problemy z alkoholem, i jego koń Jarpur.

## Nagrody i nominacje
W roku 2013 podczas Międzynarodowego Festiwalu Filmowego w San Sebastián film otrzymał nagrodę Kutxa za najlepszy debiut reżyserski. W roku 2014 podczas Międzynarodowego Festiwalu Sztuki Autorów Zdjęć Filmowych Camerimage w Bydgoszczy film dostał nominację do konkursu debiutów reżyserskich. Również w roku 2014 film zdobył nagrodę Edda w pięciu kategoriach:
- film roku
- aktor roku – Ingvar Eggert Sigurðsson
- reżyser roku i scenariusz roku – Benedikt Erlingsson
- zdjęcia roku – Bergsteinn Björgúlfsson

Ponadto był nominowany w kategoriach:
- aktorka roku Charlotte Bøving
- aktorka drugoplanowa roku Sigríður María Egilsdóttir
- aktor drugoplanowy roku Steinn Ármann Magnússon
- dźwięk roku Fridrik Sturluson, Pall S. Gudmundsson
- montażysta roku David Alexander Corno
- scenograf roku Sigurður Óli Pálmarsson

W roku 2014 film był oficjalnym islandzkim kandydatem do Nagrody Akademii Filmowej.

## Obsada
- Ingvar Eggert Sigurðsson jako Kolbeinn
- Charlotte Bøving jako Solveig
- Steinn Ármann Magnússon jako Vernhardur
- Kjartan Ragnarsson jako Grimur
- Helgi Björnsson jako Egill
- Sigríður María Egilsdóttir jako Jóhanna
- Juan Camillo Roman Estrada jako Juan Camillo
- Atli Rafn Sigurðsson jako Óli

Źródło: Filmweb

## Interpretacja filmu
Sześć nowel, z których składa się film, rozpoczyna się od scen przedstawianych z punktu widzenia konia. Sprowadzone przez wikingów konie stanowią ważny element dla kultury Islandczyków. Już w pierwszym pełnometrażowym islandzkim filmie dokumentalnym z 1925 roku poświęcano im sporo uwagi. Dosłowne tłumaczenie filmu brzmi „Koń w człowieku”. Dla niektórych z polskich krytyków filmowych, nieznających kontekstu kulturowego (w tym poczucia humoru), odstręczające ukazywanie ludzi z perspektywy konia odbierane jest jako pozostawianie „widza w poczuciu zawieszenia i chaosu” . Świat przyrody dla losów człowiek ukazany jest jako niewzruszony, a tragizm postaci powiązany jest z głupotą ich czynów. W filmie pojawiają się też odniesienia do kwestii religijnych. Ludzkie postacie są karane za przejawianie grzechów pijaństwa, gniewu, pychy i zawiści. Poza fatalizmem i czarnym humorem, cechą filmu jest tworzenie go zarówno na podstawie kultury oralnej, jak i nadawanie mu formy zbliżonej do naturalnego opowiadania historii, do czego przyznawał się Erlingsson.